# Joan de Sant Tomàs
Joan de Sant Tomàs O.P. (juliol de 1589, Lisboa - † 6 de juny de 1644) fou un frare dominic portuguès, filòsof i teòleg de la segona escolàstica pertanyent a l'Escola de Salamanca i confessor del rei Felip IV de Castella.

## Biografia
Va néixer amb el nom de João Poinsot, o en llatí Johannes Poinsot, fill de Pedro Poinsot i de Maria Garcês. El seu pare, d'origen austríac, era secretari del cardenal Albert, arxiduc d'Àustria, i la seva mare era portuguesa. El seu pare, obligat a seguir l'arxiduc en els seus viatges a Madrid i a Flandes, lliurà els seus fills, João i Luís als familiars residents en territori portuguès.
Anà a la Universitat de Coïmbra, on obtingué el grau de batxiller en arts. En aquella època, aquella universitat comptava amb un gran prestigi i nivell acadèmic, amb un clar predomini del corrent tomista (tant jesuïta com dominic), de caràcter més aristotèlic que a altres llocs d'Europa aleshores. A Coïmbra acabà el batxillerat en teologia, entre el 1605 i el 1606, però el 1607 se n'anà a Lovaina, Bèlgica, per continuar-hi els estudis. Així, la formació acadèmica s'inicià sota l'escola dels conimbricenses, passant després a l'estil agustinià de Janseni.
Quan tenia 23 anys entrà a l'Orde de Predicadors, al convent de Madrid de Santa Maria d'Atocha, i adoptà el nom religiós de Joan de Sant Tomàs, amb la intenció de seguir la fidelitat de Sant Tomàs d'Aquino.
Entre el 1625 i el 1630 ensenyà filosofia i teologia al Collegi Complutense dels Dominics, assumint després la càtedra a la Universitat d'Alcalà de Henares. A partir d'aquelles lliçons, a principis del 1631 inicià la redacció del seu Cursus Philosophicus. Deixà la Universitat el 1643 i fou escollit confessor de Felip IV de Castella.

## Pensament
Joan de Sant Tomàs és un dels autors tomistes més consultats. Havent viscut a l'últim període d'esplendor de l'Escola de Salamanca, conegué les aportacions dels altres grans pensadors com Domingo Báñez, Melchor Cano, Luis de Molina, Francisco Suárez, Tomàs de Vio, Francisco de Vitoria, Domingo de Soto, etc. Així doncs, aconseguí una gran síntesi equilibrada en molts punts. És el comentarista més complet de Tomàs d'Aquino.